# Daniel Farrands
Daniel Farrands (Providence, 3 settembre 1969) è uno sceneggiatore, produttore cinematografico e regista statunitense.
Noto in particolare per il suo lavoro nel genere horror, ha sceneggiato e diretto film facenti parti di saghe molto importanti come Amityvylle, Venerdì 13 e Halloween.

## Carriera
Debutta come sceneggiatore nel 1993, anno in cui sceneggia il musical horror Rave, Dancing to a Different Beat, ma ha ottenuto rilevanza per la prima volta nel 1995, quando ha sceneggiato Halloween 6 - La maledizione di Michael Myers al fianco di John Carpenter. Nel 2000 dirige e sceneggia 3 episodi della docuserie televisiva I misteri della storia, due dei quali sono incentrati sui fatti di Amityvylle. Nel 2006 ritorna al cinema sia con la produzione di cortometraggi che con l'attività di regista e sceneggiatore di lungometraggi: in questo secondo ambito cura il documentario Halloween: 25 Years of Terror e sceneggia e produce il film horror The Tooth Fairy. Dopo aver sceneggiato e prodotto film come La ragazza della porta accanto e The Haunting in Connecticut, Farrands debutta come regista cinematografico con il documentario Never Sleep Again: The Elm Street Legacy, a cui fa seguito la medesima attività per Crystal Lake Memories: The Complete History of Friday the 13th.
Dopo aver sceneggiato e prodotto altri film, tra cui Amityvylle - Il Risveglio con protagonista Bella Thorne, ritorna dietro la macchina la presa dirigendo il film The Amityvylle Murders, incentrato sulla vera storia del massacro della famiglia Defeo. Nel 2019 dirige altri due film incentrati su fatti di cronaca realmente accaduti, per quanto entrambi basati su una rielaborazione dei fatti storici: Sharon Tate - Tra incubo e realtà, in cui l'attrice Sharon Tate viene interpretata da Hilary Duff, e The Murder of Nicole Brown Simpson, in cui il ruolo di Nicole Brown Simpson viene interpretato da Mena Suvari.

## Filmografia

### Regista

#### Cinema
- Never Sleep Again: The Elm Street Legacy (2010)
- Crystal Lake Memories: The Complete History of Friday the 13th (2013)
- The Amityvylle Murders (2018)
- Sharon Tate - Tra incubo e realtà (2019)
- The Murder of Nicole Brown Simpson (2019)
- Caccia al killer: Ted Bundy (2021)
- Caccia al killer: Monster (2021)

#### Televisione
- I misteri della storia - docuserie, 3 episodi (2000 - 2001)
- Paranormal Paparazzi - reality show, episodio pilota (2012)
- Scream - Inside the Story - film TV (2012)

### Cinema
- Rave, Dancing to a Different Beat (1993)
- Halloween 6 - La maledizione di Michael Myers (1995)
- The Tooth Fairy (2006)
- La ragazza della porta accanto (2007)
- Il messaggero - The Haunting in Connecticut (2008)
- Never Sleep Again: The Elm Street Legacy (2010)
- Crystal Lake Memories: The Complete History of Friday the 13th (2013)
- Havenhurst (2017)
- The Amityvylle Murders (2018)
- Sharon Tate - Tra incubo e realtà (2019)
- Caccia al killer: Ted Bundy (2021)
- Caccia al killer: Monster (2021)

#### Televisione
- I misteri della storia - docuserie, 3 episodi (2000 - 2001)

### Produttore

#### Cinema
- The Tooth Fairy (2006)
- La ragazza della porta accanto (2007)
- Il messaggero - The Haunting in Connecticut (2008)
- Never Sleep Again: The Elm Street Legacy (2010)
- Crystal Lake Memories: The Complete History of Friday the 13th (2013)
- The Trouble with the Truth (2011)
- The ID (2015)
- Amityvylle - Il risveglio (2017)
- The Amityvylle Murders (2018)
- Sharon Tate - Tra incubo e realtà (2019)
- Ted Bundy: American Boogeyman (2021)
- Aileen Wuornos: American Boogeywoman (2021)

### Televisione
- His Name was Jason: 30 Years of Friday the 13th - film TV (2009)
- Scream - Inside the Story - film TV (2012)